# Dekanat Ostrów Mazowiecka – Wniebowzięcia Najświętszej Maryi Panny
Dekanat Ostrów Mazowiecka – Wniebowzięcia Najświętszej Maryi Panny – jeden z 24 dekanatów w rzymskokatolickiej diecezji łomżyńskiej.

## Parafie
W skład dekanatu wchodzi 8 parafii:
- parafia św. Rocha w Jasienicy
- parafia św. Anny w Jelonkach
- parafia Najświętszego Serca Pana Jezusa w Małkini Górnej
- parafia Nawrócenia św. Pawła Apostoła w Małkini Górnej
- parafia Opatrzności Bożej w Ostrowi Mazowieckiej
- parafia Wniebowzięcia NMP w Ostrowi Mazowieckiej
- parafia Nawiedzenia NMP w Starym Lubotyniu
- parafia św. Stanisława Biskupa i Męczennika w Zarębach Kościelnych.

Na terenie dekanatu istnieje także parafia wojskowa należąca do dekanatu Warszawskiego Okręgu Wojskowego Ordynariatu Polowego Wojska Polskiego.
- parafia cywilno-wojskowa św. Jozafata Biskupa i Męczennika – Komorowo.

## Sąsiednie dekanaty
Czyżew, Łochów (diec. drohiczyńska), Ostrów Mazowiecka – Chrystusa Dobrego Pasterza, Rzekuń, Zambrów